# شارل ابرلن
شارل اُبِرلَن (به فرانسوی: Charles Oberling) (۱۸۹۵–۱۹۶۰) استاد و پژوهشگر پزشکی فرانسوی و دومین رئیس دانشکده پزشکی دانشگاه تهران بود و دو دوره از ۱۹۳۹–۱۹۴۲ و نیز ۱۹۴۴–۱۹۴۷ این سمت را برعهده داشت. علاوه‌بر خدمات گسترده در شکل‌دادن و مدرن‌سازی نظام پزشکی ایران همچون تأسیس مؤسسات درمانی متعدد در سرتاسر ایران (مانند آموزشگاه عالی بهداری مشهد که امروزه دانشگاه علوم پزشکی مشهد نام دارد)، ابرلن را از پایه‌گذاران آموزش نوین پزشکی ایران نیز دانسته‌اند. وی همچنین پزشک و محقق پزشکی بسیار برجسته‌ای بود.

## زندگی
شارل ابرلن در سال ۱۸۹۵ میلادی در متز یکی از شهرهای شرقی کشور فرانسه متولد شده و تحصیلات ابتدایی و دبیرستانی خود را در شهر آلزاس به پایان رساند. در سال ۱۹۱۳ در استراسبورگ به فراگرفتن دانش پزشکی پرداخت و در سال ۱۹۱۹ آن را به‌پایان رساند در همان هنگام در بخش آسیب‌شناسی دانشکدهٔ پزشکی دانشگاه استراسبورگ به‌عنوان دستیار مشغول به‌کار شد. در سال ۱۹۲۸ به دانشیاری کرسی آسیب‌شناسی دانشکدهٔ پزشکی پاریس و در سال ۱۹۳۸ به استادی کرسی بهداشت و باکتریولوژی دانشکدهٔ پزشکی دانشگاه استراسبورگ رسید. در سال ۱۳۱۸ دولت ایران مصمم شد که ریاست دانشکدهٔ پزشکی تهران را به یک استاد فرانسوی واگذار کند و دولت فرانسه دکتر شارل ابرلن را برای این خدمت معرفی نمود. او طی سال‌های ۱۳۱۸ تا ۱۳۲۶ دو دوره ریاست دانشکدهٔ پزشکی را برعهده داشت و علاوه‌بر توانایی‌های علمی، دارای تجربه در سازماندهی و برنامه‌ریزی آموزش پزشکی بودند. تجدید سازمان دانشکده‌های گروه علوم پزشکی در سال‌های گذشته مدیون تلاش‌های وی است. در طی این دوران سازمان تازه ای در دانشکدهٔ پزشکی، داروسازی و دندانپزشکی ایجاد شد. اقدام بسیار مهم دیگر پروفسور تلاش در واگذاری بیمارستان‌های شهرداری یعنی زایشگاه و شیرخوارگاه و تیمارستان در تهران به دانشکدهٔ پزشکی بود؛ و این عمل موجب شد تا امکانات آموزشی بالینی و بیمارستان‌های بیش‌تری را برای دانشکدهٔ پزشکی فراهم آورد. در سال ۱۳۱۹ اساسنامه و قانون تأسیس دانشگاه اصلاح شد، بخشی از این اصلاحات مربوط به تغییرات برنامه‌های مورد نظر ایشان بود.
شارل ابرلن مقالات متعددی دربارهٔ تومورهای مختلف و منشأ آن‌ها انتشار داد. ابرلن بخش اعظم زندگی خود را وقف سرطان‌شناسی تجربی نمود که نتیجه آن انتشار مقالات متعددی با سایر همکارانش بود. مهم‌ترین و با اهمیت‌ترین فعالیت علمی شارل ابرلن موضوع دکترین ویروسی بودن سرطان بود که موجب شد نامش برای همیشه در سرطان‌شناسی باقی بماند و به‌عنوان پیشقراول و پیشاهنگ این مسئله شناخته شود.